# Litsea scortechinii
Litsea scortechinii är en lagerväxtart som beskrevs av James Sykes Gamble. Litsea scortechinii ingår i släktet Litsea och familjen lagerväxter. Inga underarter finns listade i Catalogue of Life.